# Rimkai (Klaipėda)
Rimkai (německy Karlsberg) je čtvrť města Klaipėdy, položená na jih od centra města, po obou stranách železniční trati Klaipėda – Šilutė. Zde začíná železniční odbočka Rimkai – překladové nádraží Draugystė – terminál trajektu a odbočka Rimkai – Gargždai. Budova nádraží je v německém stylu, postavená koncem 70. let 19. století. Je zde zahrádkářská kolonie. Do počátku 20. století se ves jmenovala litevsky Vaidaugai. 

## Významné osobnosti
Roku 1914 se v tehdejší vsi Vaidaugai narodil Vilius Pėteraitis (1914–2008), angličtinář, autor slovníků, veřejný činitel, doktor honoris causa Klaipėdské univerzity. 14. června 2002 byl podle dekretu prezidenta Litevské republiky č. 1806 odměněn Vojenským křížem Gediminasova řádu Velkoknížectví litevského.

## Další fotografie

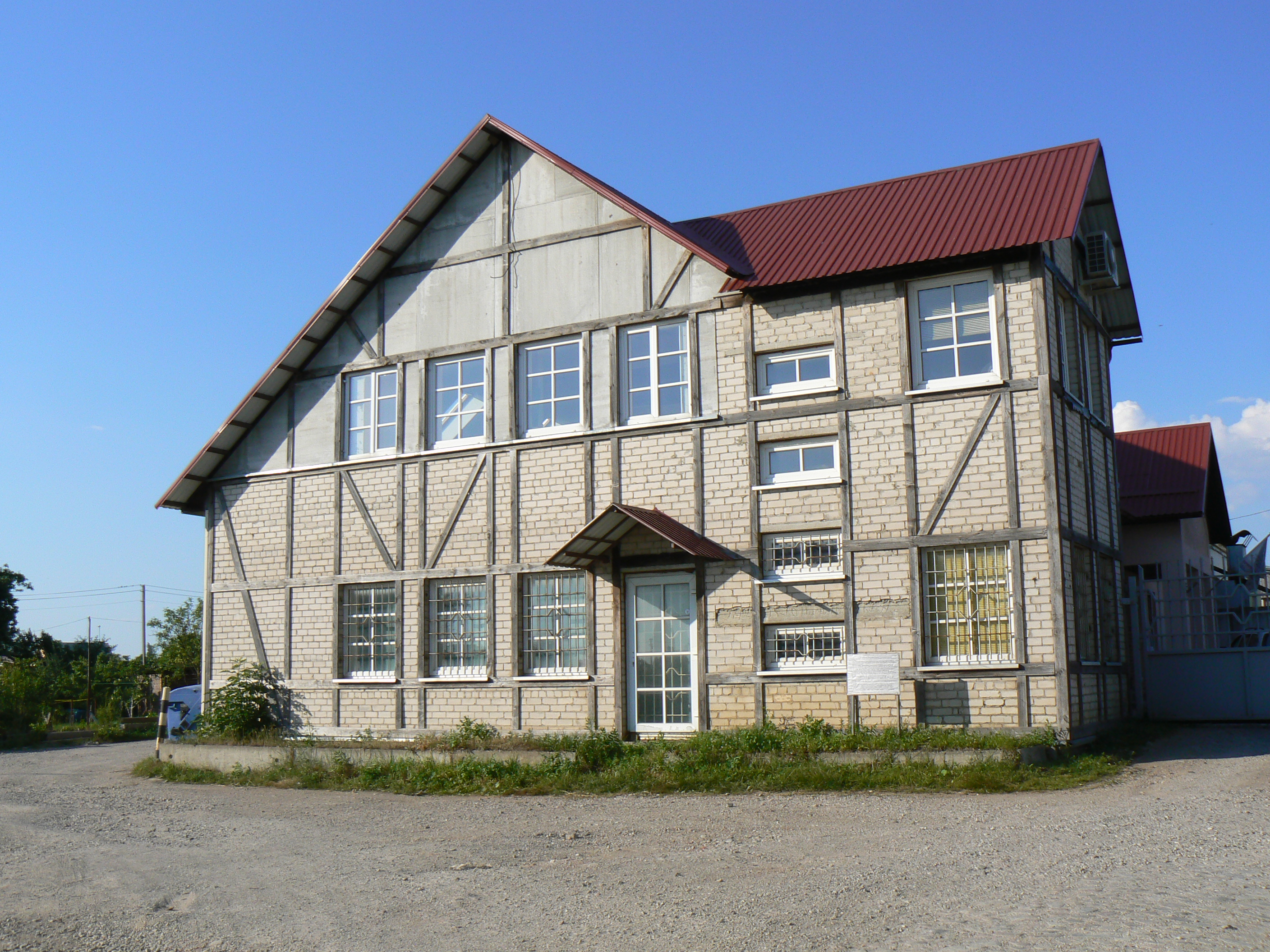
Dům č.p. 27 při vyústění ulice Tiesioji do ulice Rimkų gatvė
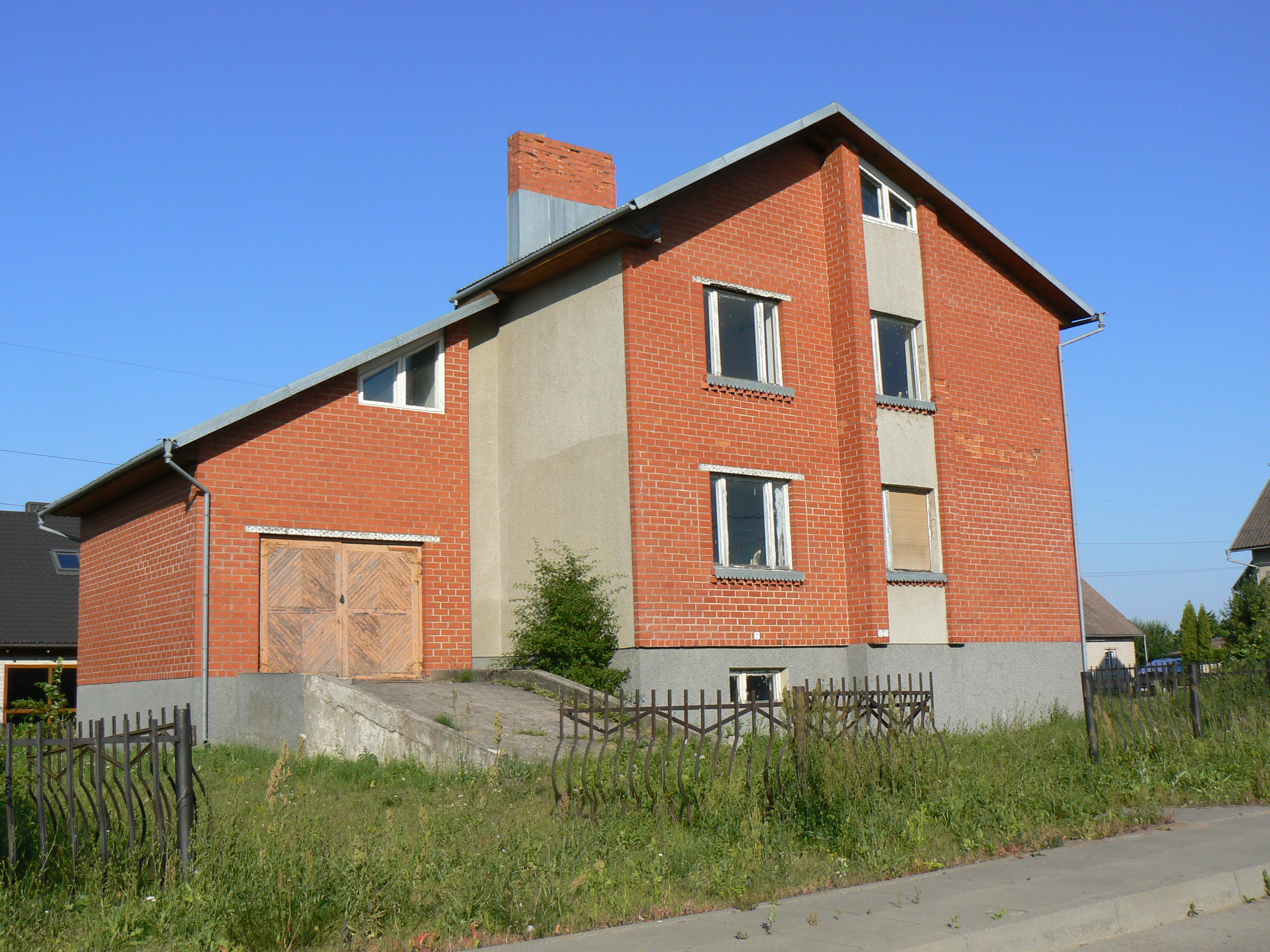
Ulice Kraštinė (Okrajová)